# Великий Ускулар
Великий Ускулар — річка в Україні, на Кримському півострові. Ліва притока Альми (басейн Чорного моря).

## Опис
Довжина річки приблизно 6,38 км, висота витоку над рівнем моря 180  м, висота гирла над рівнем моря 103  м, похил річки 12,07  м/км, найкоротша відстань між витоком і гирлом — 5,62  км, коефіцієнт звивистості річки — 1,14 . Річка формується 1 безіменним струмком та 1 загатою.

## Розташування
Бере початок на південно-західній стороні від гори Чорної. Тече переважно на північний захід і на північно-західній стороні від селища Розовий впадає у річку Альму.